# سامسون غریب‌نواز
سامسون غریب‌نواز (به یونانی: Σαμψὼν ὁ φιλόξενος، Sampsón ho philóxenos؛ درگذشت حدود ۵۳۰ میلادی) یک شهروند قسطنطنیه بود که وقت خود را صرف خدمت به فقرای شهر کرد.
وی در کلیساهای شرقی و همچنین در کلیسای کاتولیک به عنوان یک قدیس مورد احترام است.

## زندگی
سامسون در یک خانواده برجسته در رم به دنیا آمد. او پزشکی بود که بیشتر وقت خود را صرف کمک به افراد فقیر و بیمار می‌کرد. وی خانه خود را به یک کلینیک رایگان تبدیل کرد و به بیماران خود غذا و خوابگاه و همچنین مراقبت‌های پزشکی ارائه می‌داد. وی بعداً توسط پاتریارک به کشیشی منصوب شد. وقتی امپراتور بیزانس یوستینیان اول بیمار شد، وی تنها پزشکی در شهر بود که موفق به بهبودی اش شد و به همین دلیل امپراتور می‌خواست به او پاداش دهد. سامسون درخواست کرد که امپراتور به او کمک کند تا بیمارستان جدیدی برای فقرا تأسیس کند. با کمک امپراتور، سامسون بیمارستان را تأسیس کرد که به بزرگترین کلینیک رایگان امپراتوری تبدیل شد و به مدت ۶۰۰ سال به مردم قسطنطنیه خدمت می‌کرد.
سامسون در کلیسای شهید مقدس موکیوس در قسطنطنیه به خاک سپرده شد. در روز جشن او بود که پتر کبیر در نبرد پلتاوا کارل دوازدهم سوئد را شکست داد. این امر باعث احترام وی در روسیه، از جمله ساخت کلیسای جامع سن سامسون در سن پترزبورگ شد.